# Trần Văn Khiêm
Trần Văn Khiêm là một chính khách, luật sư và quan chức của chế độ miền Nam, từng là người phát ngôn báo chí của tổng thống Ngô Đình Diệm. Ông cũng chính là em trai của bà Trần Lệ Xuân, vợ Ngô Đình Nhu, cựu đệ Nhất Phu nhân Việt Nam Cộng hòa.

## Sự nghiệp chính trị
Khi xảy ra biến cố Phật giáo, 1963 cùng với việc mối quan hệ giữa Hoa Kỳ và Việt Nam Cộng hòa xấu đi, Trần Văn Khiêm bị giới chức Hoa Kỳ liệt vào danh sách cần loại bỏ. Trong cuộc bầu cử tháng 9 năm 1963, ông tranh cử đại biểu quốc hội tại Vĩnh Long và sau đó đã giành chiến thắng. Cùng lúc đó, ông bị vợ chồng chị mình ghẻ lạnh vì nghi ngờ ông làm lộ những thông tin nhạy cảm về chính quyền. Sau khi nền Đệ Nhất Cộng hòa Việt Nam bị lật đổ, Khiêm bị bắt giam ba năm rồi được xuất cảnh sang Mỹ năm 1968 rồi sang sống bên Pháp.

## Gia đình
Trần Văn Khiêm hai lần ly dị. Người vợ trước người Đức.
Tại Pháp, ông có một người con trai tên là Pierre (mẹ là Mireille Sautereau).

## Cáo buộc hình sự
Năm 1986, Trần Văn Khiêm bị cáo buộc giết hại cha mẹ ruột là ông bà Trần Văn Chương tại nhà riêng của họ ở Washington D.C. Ông Chương từng là đại sứ Việt Nam Cộng hòa tại Hoa Kỳ và tại Liên Hợp Quốc trong thời gian con rể ông làm cố vấn tổng thống Ngô Đình Diệm. Khiêm không bị xét xử với lý do thiếu năng lực nhận thức.

## Trục xuất
Năm 1993, ông được thả từ bệnh viện St. Elizabeths và bị trục xuất sang Pháp theo phán quyết của tòa án.